# Ron Burgundy: A legenda folytatódik
A Ron Burgundy: A legenda folytatódik (eredeti cím: Anchorman 2: The Legend Continues) 2013-ban bemutatott amerikai filmvígjáték, a 2004-ben készült A híres Ron Burgundy legendája folytatása. Ugyanúgy, mint az első filmet, Adam McKay rendezte. A főszerepet Will Ferrell, Steve Carell, Paul Rudd, David Koechner és Christina Applegate alakítja.

## Cselekménye
|  | Alább a cselekmény részletei következnek! |

1979, San Diego.
Ron Burgundy és felesége, Veronica Corningstone tévébemondók élete gyökeres fordulatot vesz, amikor a San Diegó-i tévécsatorna igazgatója, Mack Tannen Veronica számára előléptetést ajánl, Ron Burgundyt pedig elbocsátja, mert a világ legrosszabb bemondójának tartja (Ron élő adásban rendszeresen káromkodott). Ron ultimátumot ad a feleségének, hogy vagy őt vagy a munkát választja, és a nő a munka elfogadása mellett dönt, így Ron elköltözik, hátrahagyva 7 éves fiát.
Ron egy delfináriumban kezd dolgozni, mint műsorvezető, de utálja a munkáját, és a közönség sem szereti őt, ezért amikor kirúgják, elhatározza, hogy felakasztja magát, de a művelet nem sikerül. Egy ismeretlen tévémenedzsertől ajánlatot kap egy induló, 24-órás hírcsatorna (a „GNN”) számára. Ron először kineveti a folyamatos hírcsatorna ötletét, de a fizetését meglátva azonnal elfogadja az állást.
Elkezdi összeszedni a korábbi „csapatát”, akik között van egy állatfotós, egy gyorsétterem tulajdonos és a gyengeelméjű Brick Tamland.
Mivel a csatorna New Yorkban üzemel, Ron egy lakókocsival és a barátaival útnak indul. Útközben baleset éri őket, autójuk felborul, mert Ron azt hitte, hogy a „tempomat” elvezeti a kocsit (a szerkezet az autó sebességének tartására való).
A tévéstúdióban rivalizálás támad közte és egy bájgúnár bemondó között. Fogadást kötnek, hogy ha a nézettség alapján Ron nyer, akkor a másik „Slájm”-ra változtatja a nevét, ha pedig Ron veszít, akkor Ron otthagyja az állást. Sajnos a bájgúnár az esti főműsoridőt kapta meg, Ron és csapata pedig a hajnali 2 és 5 közötti időszakot, amikor igen kevesen néznek tévét. Minden ötletüket bedobva színes híreket szednek össze (például állatokról), amik addig nem számítottak „hírnek”. Ráadásul főnökük, Linda Jackson egy afroamerikai nő, akire Ron kényszeresen rasszista megjegyzéseket tesz. Amikor a nő meglátja a szokatlan híreket a tévében, az egész csapatot kirúgja.
A tévécsatorna ausztrál tulajdonosa azonban felfigyel a nézettségi mutatókban lévő kiugrásra, ami 0,2%-ról 5%-ra szökött fel Ron hírblokkja alatt, ezért a csapatot újra alkalmazzák a tévénél.
Linda szexuálisan közeledik Ronhoz és meg is szerzi magának. Amikor bemutatja a családjának, Ron megpróbálja utánozni a négerekről kialakult klisék alapján a néger beszédmódot, de a kulturált közegben csak saját magát járatja le (Linda apja fejbe rúgja).
Ron barátai felismerik, hogy Ront csak saját maga érdekli, ezért magára hagyják a stúdióban. Veronica Corningstone exkluzív interjúra készül Jasszer Arafat palesztin politikai vezetővel, ami szenzációsnak ígérkezik, a műsort több országos csatorna is átveszi. Ugyanekkor Ron (munkatársai hiányában) azt találja ki, hogy egy addig érdektelennek tartott hírt, egy autós üldözést vegyenek át egy vidéki csatornától. A hír megint csak növeli a csatorna nézettségét.
Ron Burgundy a csatorna sztárja, akit mindenki szeret (bár korábbi barátai még nem fogadták vissza). Egy szabadtéri ünnepség keretében, amit Ron ünneplésére szerveztek, Ron korcsolyázik és közben fuvolázik is. A bájgúnár bemondó által a jégre dobott kötélben elesik és fejjel a jégre zuhan.
Ron egy rendelőben tér magához, ahol az orvos közli vele, hogy látóidege levált a szaruhártyáról, ezért mindkét szemére megvakult. Ron dühöng, majd magába roskadva egy üzemen kívüli világítótoronyba költözik, ahol mindennapos küzdelmet folytat a vakságból fakadó kellemetlenségekkel szemben. Volt barátai egyszer meglátogatják, de Ron elüldözi őket. Felesége is felkeresi, bevallja neki, hogy szakított a barátjával, akivel addig élt, és odaköltözik Ronhoz. Ronnak a fiával is helyreáll a kapcsolata. Felesége segítségével a látáson kívüli, addig elhanyagolt képességei kifejlődnek (például élethű rajzot készít a feleségéről). Azonban összevesznek, amikor Ron rájön, hogy Veronica letörölte az üzenetrögzítőről az orvos üzeneteit, aki közölni akarta Ronnal, hogy állapota egy műtéttel visszafordítható.
Ron visszakapja a látását és ezzel együtt a munkáját. Az adás előtt Veronica közli vele, hogy a fiuk nagyon várja az apját egy rendezvényen, ahol a saját maga által komponált komoly zongoradarabot fog előadni. Ugyanabban az időben pedig Ronnak egy szenzációs bulvárhírt kellene előadnia, amivel újból a csúcsra kerülhetne. Veronica azt javasolja neki, hogy válassza az utóbbit, a fiuk, Walter pedig majd megérti az apja választását. Ron az élő adásban bejelenti, hogy a családja fontosabb számára, és elrohan.
Ron nem kap taxit, ezért futva igyekszik elérni a helyszínt, ahol a fia műsora zajlik. Egy parkban azonban először a bájgúnár és csapata, majd egyéb konkurens tévébemondók kerülnek elő, különféle durva kézifegyverekkel (fejsze, feszítővas, kalapács stb.) és mindenki mindenkivel összecsap. Még a Minotaurosz is harcol ellenük, Brick pedig egy jövőből szerzett puskával lövöldöz. (a verekedős jelenet előtt és közben láthatók a cameoszereplők).
Ronnak és barátainak kissé ziláltan a darab végére sikerül odaérniük a rendezvényre, ahol Walter nagy sikert arat.
Brick és hasonlóan együgyű párja összeházasodnak.
|  | Itt a vége a cselekmény részletezésének! |

## Szereplők
| Színész             | Szerep                | Magyar hang         |
| ------------------- | --------------------- | ------------------- |
| Will Ferrell        | Ron Burgundy          | Kautzky Armand      |
| Steve Carell        | Brick Tamland         | Kassai Károly       |
| Paul Rudd           | Brian Fantana         | Stohl András        |
| David Koechner      | Champ Kind            | Besenczi Árpád      |
| Christina Applegate | Veronica Corningstone | Ábel Anita          |
| James Marsden       | Jack Lime             | Miller Zoltán       |
| Meagan Good         | Linda Jackson         | Kiss Virág Magdolna |
| Dylan Baker         | Freddie Shapp         | Epres Attila        |
| Greg Kinnear        | Gary                  | Csankó Zoltán       |

### Cameo-szereplők
Lásd: cameoszerep.
| Színész           | Szerep                                           | Magyar hang        |
| ----------------- | ------------------------------------------------ | ------------------ |
| Harrison Ford     | Mack Tannen                                      | Csernák János      |
| Will Smith        | ESPN-riporter                                    | Kálid Artúr        |
| Liam Neeson       | History Channel-vendég                           | Jakab Csaba        |
| Jim Carrey        | Scott Riles, híradós műsorvezető a kanadai CBC-n | Kerekes József     |
| Marion Cotillard  | Kanadai műsorvezető                              | Orosz Helga        |
| Vince Vaughn      | Wes Mantooth                                     | Bozsó Péter        |
| Kanye West        | MTV-vendég                                       | Papp Dániel        |
| Sacha Baron Cohen | Híradós műsorvezető a BBC-n                      | Scherer Péter      |
| Tina Fey          | Entertainment Tonight-riporter                   | Kisfalvi Krisztina |
| Amy Poehler       | Entertainment Tonight-riporter                   | Román Judit        |
| John C. Reilly    | Stonewall Jackson szelleme                       | (néma szerep)      |